# Islands regering
Islands regering (isländska: ríkisstjórn Íslands) utgör tillsammans med Islands president och med sin förvaltning Stjórnarráð Íslands den högsta verkställande makten på Island. Den leds av statsministern (forsætisráðherra, "ordförandeskapsrådherren") och är ansvarig inför alltinget.
Regeringen utnämns och avskedas formellt av presidenten enligt Islands grundlag artikel 15, där det också föreskrivs att presidenten fördelar uppgifter mellan ministrarna och bestämmer om deras antal. Normalt sett utnämns dock regeringen först efter förhandlingar mellan partierna i alltinget. Presidenten utser då en person som får uppdraget att bilda regering och om denne lyckas få stöd av en majoritet i alltinget, utnämns de föreslagna ministrarna (ráðherrar) i den regeringen också formellt. Om en regering mister alltingets förtroende (till exempel på grund av att ett parti lämnar regeringen eller på grund av ett valresultat), ska den regeringen avgå och förhandlingar om en ny regering inledas eller nyval till alltinget hållas. På Island tillämpas alltså parlamentarism.
Regeringen består för närvarande av elva ministrar. Departementen/ministerierna (ráðuneyti) är däremot åtta till antalet och tillsammans utgör de Stjórnarráð Íslands (eller Stjórnarráðið), Islands regeringskansli eller statsförvaltning, som också vissa myndigheter i statsförvaltningen lyder under eller ingår i. Departementen/ministerierna ska enligt grundlagens artikel 13 ha sitt säte i Reykjavik. Ministrarna leder och fattar beslut inom sina egna departement/ministerier. Tre av departementen/ministerierna leds dock av två ministrar vardera, som då alltså ingår i samma departement/ministerium.
Departementen och ministrarna är för närvarande följande (i bokstavsordning):
1. Forsætisráðuneytið, statsministerns departement (motsvarar statsrådsberedningen i Sverige). Det finns i en byggnad som är en av Reykjaviks äldsta byggnader (från 1759) och som kallas Stjórnarráðið eller Stjórnarráðshúsið och där sammanträder också regeringen. De övriga ministerierna/departementen ligger i andra delar av staden.
2. Atvinnuvega- og nýsköpunarráðuneytið, närings- och innovationsdepartementet. Detta departement har två ministrar: iðnaðar- og viðskiptaráðherra, industri- och handelsministern, samt sjávarútvegs- og landbúnaðarráðherra, fiskeri- och jordbruksministern.
3. Fjármála- og efnahagsráðuneytið, finans- och ekonomidepartementet.
4. Innanríkisráðuneytið, inrikesdepartemententet. Detta departement har också två ministrar: dómsmálaráðherra, justitie(- och polis)ministern, samt samgöngu- og sveitarstjórnarráðherra, transport- och kommunministern.
5. Mennta- og menningarmálaráðuneytið, utbildnings- och kulturdepartementet.
6. Umhverfis- og auðlindaráðuneytið, miljö- och naturresursdepartementet.
7. Utanríkisráðuneytið, utrikesdepartementet.
8. Velferðarráðuneytið, välfärdsdepartementet. Även detta departement har två ministrar: félags- og jafnréttisráðherra, eller mer formellt félags- og jafnréttismálaráðherra, social- och jämlikhetsministern (félag betyder något gemensamt, förening, bolag), samt heilbrigðisráðherra, hälsoministern/hälsovårdsministern/sjukvårdsministern.

Ministrarna bereder ärendena tillsammans med sin personal. Vissa ärenden ska enligt grundlagen läggas fram för presidenten för underskrift, men ska då enligt grundlagens artikel 18 kontrasigneras av en minister och enligt artikel 19 vanligen av den minister som berett ärendet. Enligt grundlagens artikel 17 kan beslut, om de inte fattas av ministrarna själva, fattas vid regeringssammanträde (ráðherrafundur/ríkisstjórnarfundur "rådherresmöte/regeringsmöte") under statsministerns ordförandeskap. I regeringssammanträde ska nya lagar och viktiga regeringsärenden behandlas (även de som ska läggas fram för presidenten), liksom de ärenden som en enskild minister vill ta upp där. Några gånger per år föredrar ministrarna ärenden för presidenten i statsrådet/statsrådsmötet (ríkisráð/ríkisráðsfundur, ríki betyder stat/rike) under presidentens ordförandeskap på presidentbostaden Bessastaðir och det sker också vid regeringsskifte (detta enligt grundlagens artikel 16).